# Tatăl reginei
Tatăl reginei (în poloneză Ojciec królowej) este un film comic de aventuri polonez din 1980 regizat de Wojciech Solarz. Filmul este o adaptare a piesei lui Jerzy Stefan Stawiński⁠(d).

## Rezumat
Acțiunea are loc în a doua jumătate a secolului al XVII-lea și începe în Franța. Personajul principal, cavalerul de Charentes, primește un ordin de la bunica sa (de origine poloneză), aflată pe patul de moarte, să ducă o scrisoare importantă în Polonia. Ministrul de Croissy al regelui Ludovic al XIV-lea este de acord cu plecarea cavalerului burlac cu condiția ca acesta din urmă să-și asume misiunea de a-l aduce din Polonia pe marchizul d'Arquien, tatăl reginei poloneze Maria Kazimiera⁠(d), care murdărește bunul renume al Franței prin pasiunea sa pentru alcool și jocurile de noroc. Cavalerul de Charentes acceptă propunerile și pleacă în Polonia, fără să știe că slujitorul Błażej, care i-a fost repartizat, a primit ordin să-l omoare pe marchiz pe drumul de întoarcere.

## Distribuție
- Ignacy Machowski⁠(d) — marchizul d'Arquien, tatăl reginei Mariei Kazimiera
- Anna Seniuk⁠(d) — Maria Kazimiera⁠(d), regina Poloniei, soția regelui Sobieski
- Mariusz Dmochowski — Ioan al III-lea Sobieski, regele Poloniei (1674–1696)
- Dorota Pomykała⁠(d) — Helena Pogorzelska
- Jan Englert — cavalerul de Charentes
- Ludwik Benoit⁠(d) — Ludwik, omul ministrului de Croissy, care pretinde că se numește Błażej, valetul cavalerului de Charentes
- Kazimierz Brusikiewicz⁠(d) — Koryciński
- Edmund Fetting⁠(d) — contele Zierowski, ambasadorul Austriei în Polonia
- Wieńczysław Gliński⁠(d) — marchizul de Vitry, ambasadorul Franței în Polonia
- Emil Karewicz⁠(d) — hatmanul Jabłonowski
- Janusz Kubicki — ministrul de Croissy
- Gustaw Lutkiewicz⁠(d) — marele dregător Matczyński⁠(d)
- Edward Rączkowski⁠(d) — secretarul ambasadorului Franței
- Joanna Poraska⁠(d) — bunica cavalerului de Charentes
- Tadeusz Grabowski⁠(d) — mareșalul Sieniawski
- Adam Raczkowski — preotul Załuski
- Leon Niemczyk — baronul von und zu Waldzug
- Krzysztof Machowski⁠(d) — Ludovic al XIV-lea, regele Franței (1643–1715)
- Zofia Bawankiewicz
- Ewa Serwa⁠(d)
- Andrzej Baranowski
- Wojciech Tomasz Biernawski
- Bogusz Bilewski⁠(d) — nobil, invitat la nuntă
- Rafał Czachur
- Włodzimierz Chrenkoff
- Marek Dowmunt
- Józef Dietl⁠(d)
- Lucjan Dytrych⁠(d)
- Jerzy Fidler⁠(d)
- Stanisław Górka⁠(d) — servitorul care-i aduce lapte regelui
- Teodor Gendera⁠(d)
- Lech Grzmociński⁠(d)
- Tadeusz Hanusek⁠(d)
- Józef Kalita⁠(d)
- Edmund Karwański⁠(d)
- Ryszard Kotys⁠(d) — servitorul contelui Zierowski
- Michał Leśniak⁠(d)
- L Łopatowski
- Stanisław Michalski⁠(d) — nobil, invitat la nuntă
- Robert Mrongowius⁠(d)
- Bogdan Potocki⁠(d)
- Wacław Radecki⁠(d)
- Bogusław Sar⁠(d)
- Aleksander Sokołowski⁠(d)
- Andrzej Szenajch⁠(d)
- Zdzisław Szymborski⁠(d)
- Tadeusz Somogi⁠(d)
- Edward Warzecha⁠(d)
- Marek Wojciechowski⁠(d)
- Ryszard Zaorski⁠(d)
- Janusz Zerbst⁠(d)
- Antoni Żukowski⁠(d)
- Józef Grzeszczak — călăreț (nemenționat)
- Jerzy Moes⁠(d) — șeful gărzii regale (nemenționat)
- Jerzy Rogowski⁠(d) — călăreț (nemenționat)

## Producție
Filmările au fost realizate în următoarele locuri: Palatul Wilanów din Varșovia, Castelul Pszczyna și orașul Łowicz (Catedrala Adormirea Maicii Domnului din Piața Veche), iar procesiunea trupelor lui Sobieski la Viena a fost filmată în vecinătatea orașelor Cracovia și Tarnów.